# Macromitrium proliferum
Macromitrium proliferum là một loài Rêu trong họ Orthotrichaceae. Loài này được Mitt. mô tả khoa học đầu tiên năm 1869.